# 比亚尔 (索姆省)
比亚尔（法語：Biarre，法語發音：[bjaʁ]）是法国上法兰西大区索姆省的一个市镇，位于该省东南部，属于蒙迪迪耶区和大鲁瓦市镇公共社区。

## 地理
比亚尔（49°43'18"N, 2°52'44"E）面积2.4 平方千米，位于法国上法蘭西大區索姆省，该省份为法国北部沿海省份，北起加来海峡省和北部省，西接滨海塞纳省和大西洋英吉利海峡，南至瓦兹省，东临埃纳省。
与比亚尔接壤的市镇（或旧市镇、城区）包括：克雷西-奥芒库尔、巴拉特尔、索朗特、比扬库尔、马尔谢阿卢瓦尔德。
比亚尔的时区为UTC+01:00、UTC+02:00（夏令时）。

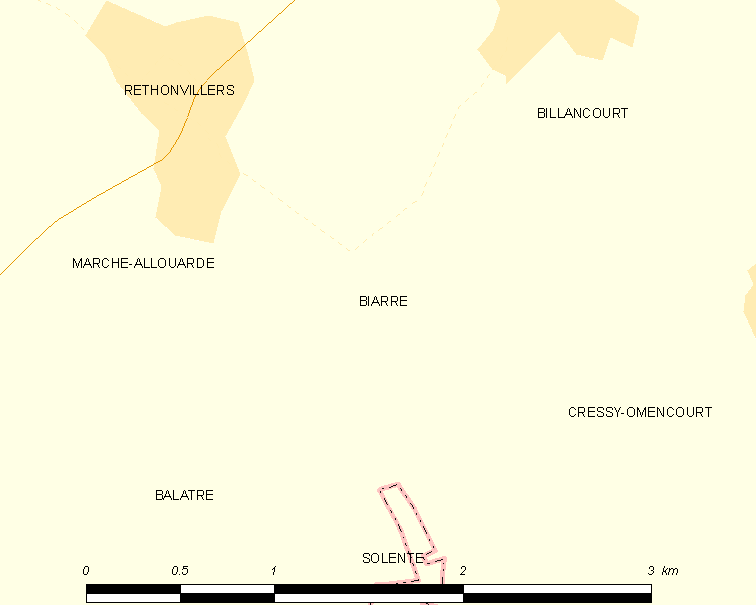
比亚尔的OSM定位图

## 行政
比亚尔的邮政编码为80190，INSEE市镇编码为80103。

## 政治
比亚尔所属的省级选区为鲁瓦县。

## 交通
索姆省省道D227线经过比亚尔境内。

## 人口

1962-2008年间比亚尔人口变化图示

比亚尔于2022年1月1日时的人口数量为58人。